# キアラ・デ・ボルトリ
キアラ・デ・ボルトリ（Chiara De Bortoli、1997年7月28日 - ）は、イタリアの女子バレーボール選手。イタリア代表。

## 来歴

### クラブチーム
ヴェネツィア出身。2012年、Volley Pool Piaveに入団。2015年、強豪のイモコ・コネリアーノへ移籍。2015/16シーズンのイタリアセリエA1リーグ優勝を果たした。2016年、Club Italiaへ加入し、3シーズンプレーした。2019年、キエーリ'76へ移籍。2020/21、2021/22シーズンのセリエA1リーグで6位、イタリアカップ3位となった。2022/23シーズンからはカザルマッジョーレと契約した。

### 代表チーム
アンダーカテゴリーの代表として2015年のU-20世界選手権で銅メダルを獲得した。2017年、シニアのイタリア代表に初選出された。2019年、モントルーバレーマスターズに出場。2021年、ネーションズリーグに出場した。

## 球歴
- ネーションズリーグ - 2021年

## 所属クラブ
- Volley Pool Piave（2012-2015年）
- イモコ・コネリアーノ（2015-2016年）
- Club Italia（2016-2019年）
- キエーリ'76（2019-2022年）
- カザルマッジョーレ（2022-2024年）
- メガボックス・オンドゥラティ・デルサビオ・ヴァッレフォリア（2024年-）